# يان إيفرسن
يان إيفرسن هو سياسي نرويجي، ولد في 5 يونيو 1916، وتوفي في 25 أغسطس 1999. نشط حزبياً في الحزب الديمقراطي المسيحي. وقد انتخب عمدة فرويا ‏ (1975 – 1979) وانتخب نائب عضو برلمان النرويج ‏ عن دائرة Sør-Trøndelag (Storting constituency) ‏ وقد انضم خلال فترته النيابية ‏ (1973 – 1977) للكتلة البرلمانية الحزب الديمقراطي المسيحي.